# Rio Sand (Limpopo)
Rio Sand (Limpopo) é um rio da África do Sul.